# Lucio Cornelio Cinna (cónsul 127 a. C.)
Lucio Cornelio Cinna (en latín, Lucius Cornelius L. f. Cinna) fue un político y militar de la República Romana.
Cónsul romano en el año 127 a. C., con Lucio Casio Longino Ravila como colega. 
Fue el padre de Lucio Cornelio Cinna, líder del partido popular romano durante el periodo en que Sila estaba en Oriente (87 a. C. a 84 a. C.). 